# Rim (Vrbovsko)
Rim je pogranično naselje u Hrvatskoj u sastavu Grada Vrbovskog. Nalazi se u Primorsko-goranskoj županiji.

## Zemljopis
Zapadno je Klanac, sjeverno je rijeka Kupa i preko nje Slovenija, sjeveroistočno su u Sloveniji Vukovci, Kovačji Grad i Učakovci i u Hrvatskoj Fratrovci, istočno je Zdihovo, jugoistočno je Liplje, južno-jugozapadno je Osojnik, jugozapadno su Plešivica, Mali Jadrč i Veliki Jadrč.

## Stanovništvo
| broj stanovnika | 106   | 90    | 81    | 106   | 77    | 66    | 55    | 62    | 56    | 54    | 45    | 39    | 45    | 36    | 27    | 38    | 30    |
|                 | 1857. | 1869. | 1880. | 1890. | 1900. | 1910. | 1921. | 1931. | 1948. | 1953. | 1961. | 1971. | 1981. | 1991. | 2001. | 2011. | 2021. |